# رأس كربون (بجاية)
رأس كاربون هو رأس جزائري يقع في ولاية بجاية شمال ميناء بجاية .

## وصف
في عام 1907، جُهز بمنارة، التي بنيت على إرتفاع  220 م  فوق مستوى سطح البحر، مما يجعلها واحدة من أعلى المنارات في البحر الأبيض المتوسط  وأعلى منارة طبيعية في العالم.

## معرض صور

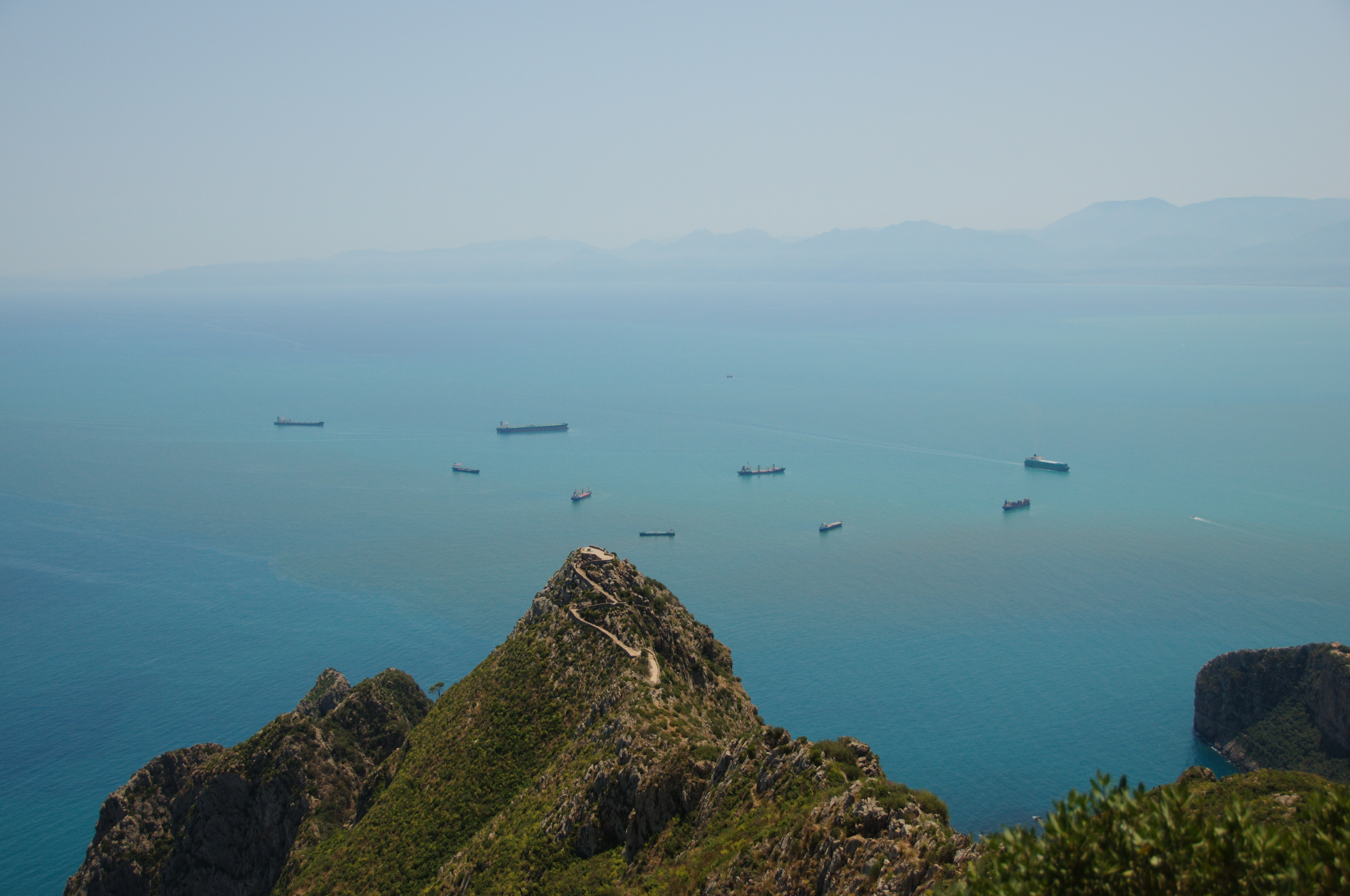
قمة القرود بالقرب من رأس كربون
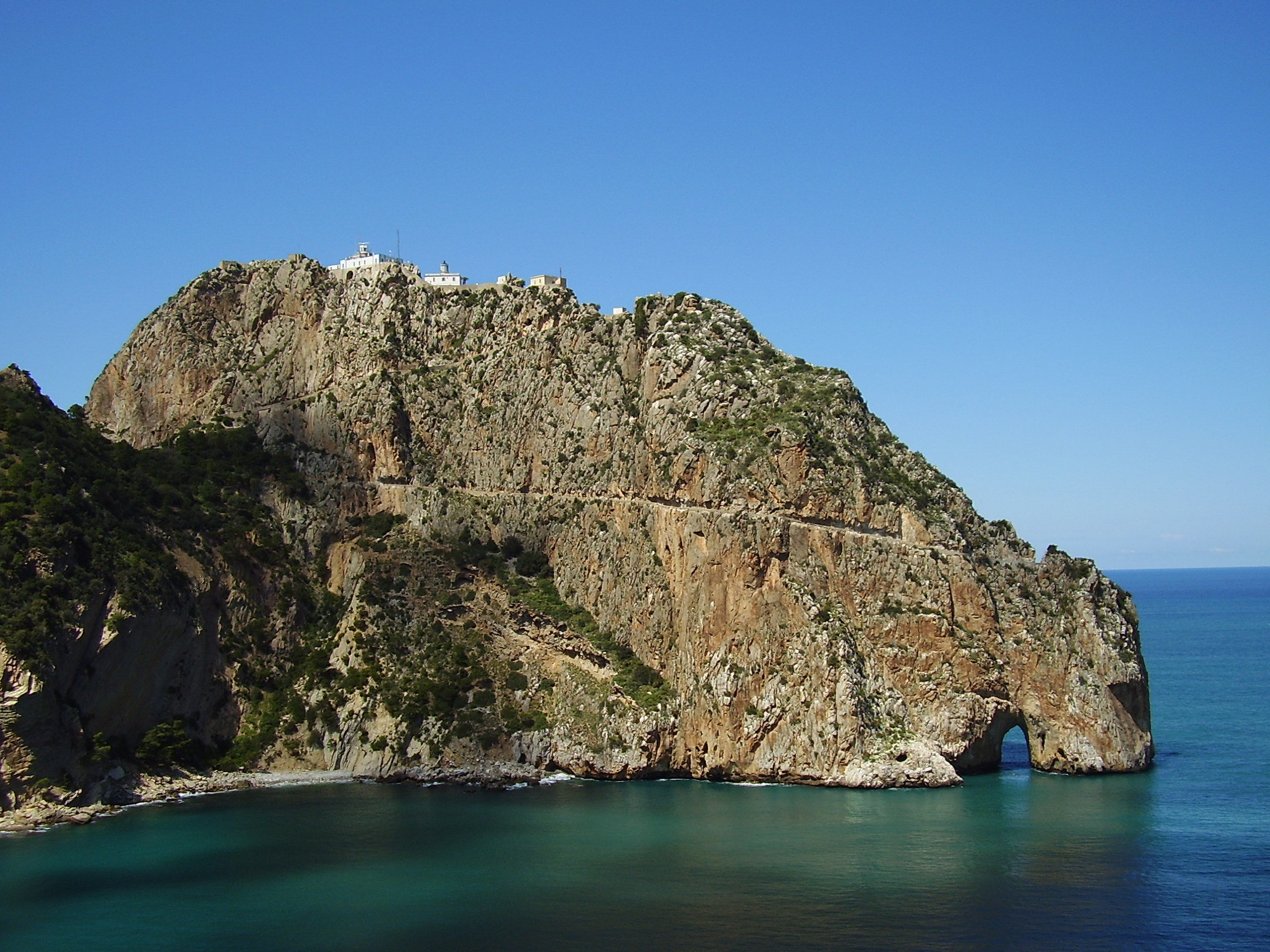
رأس الكربون
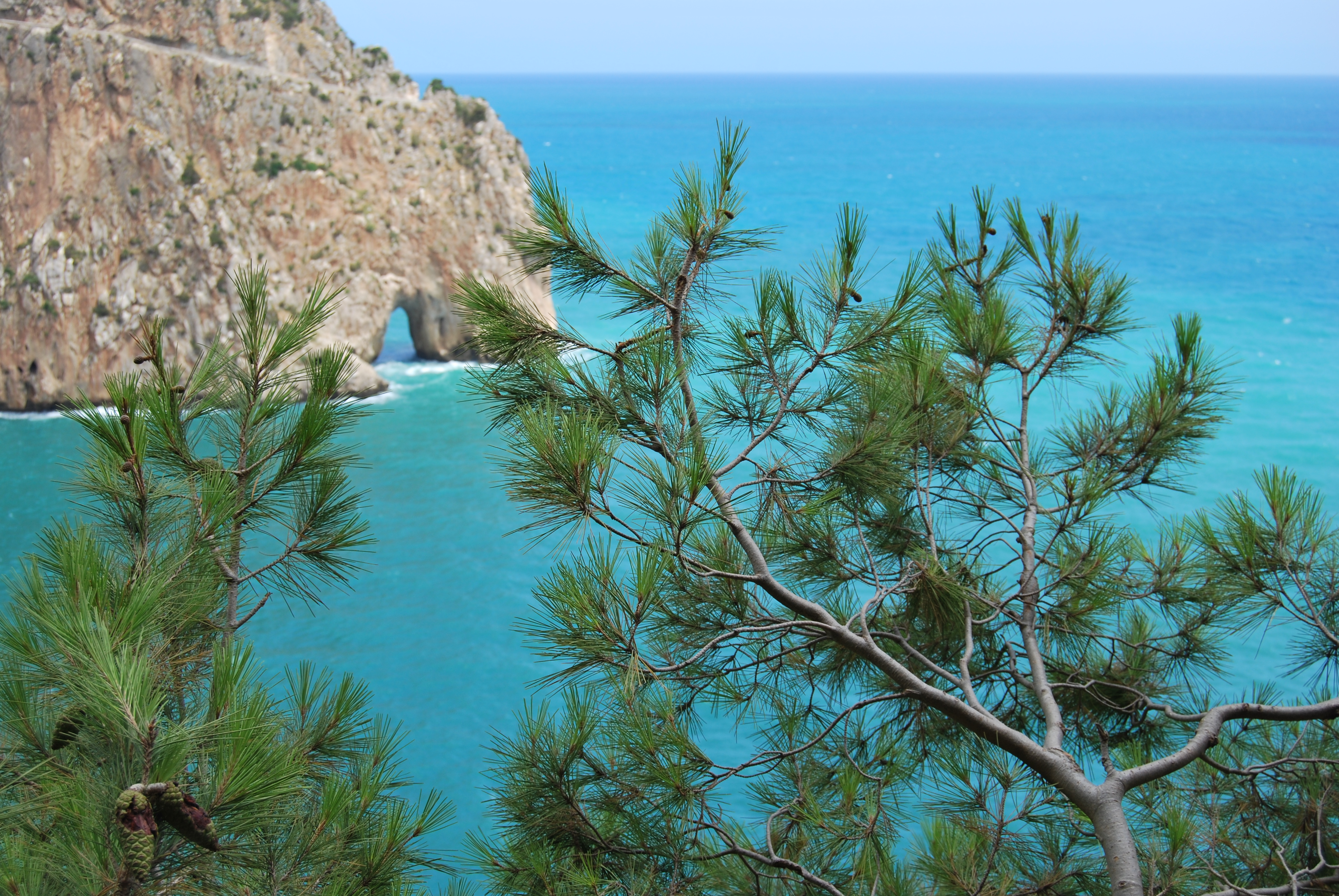
رأس الكربون
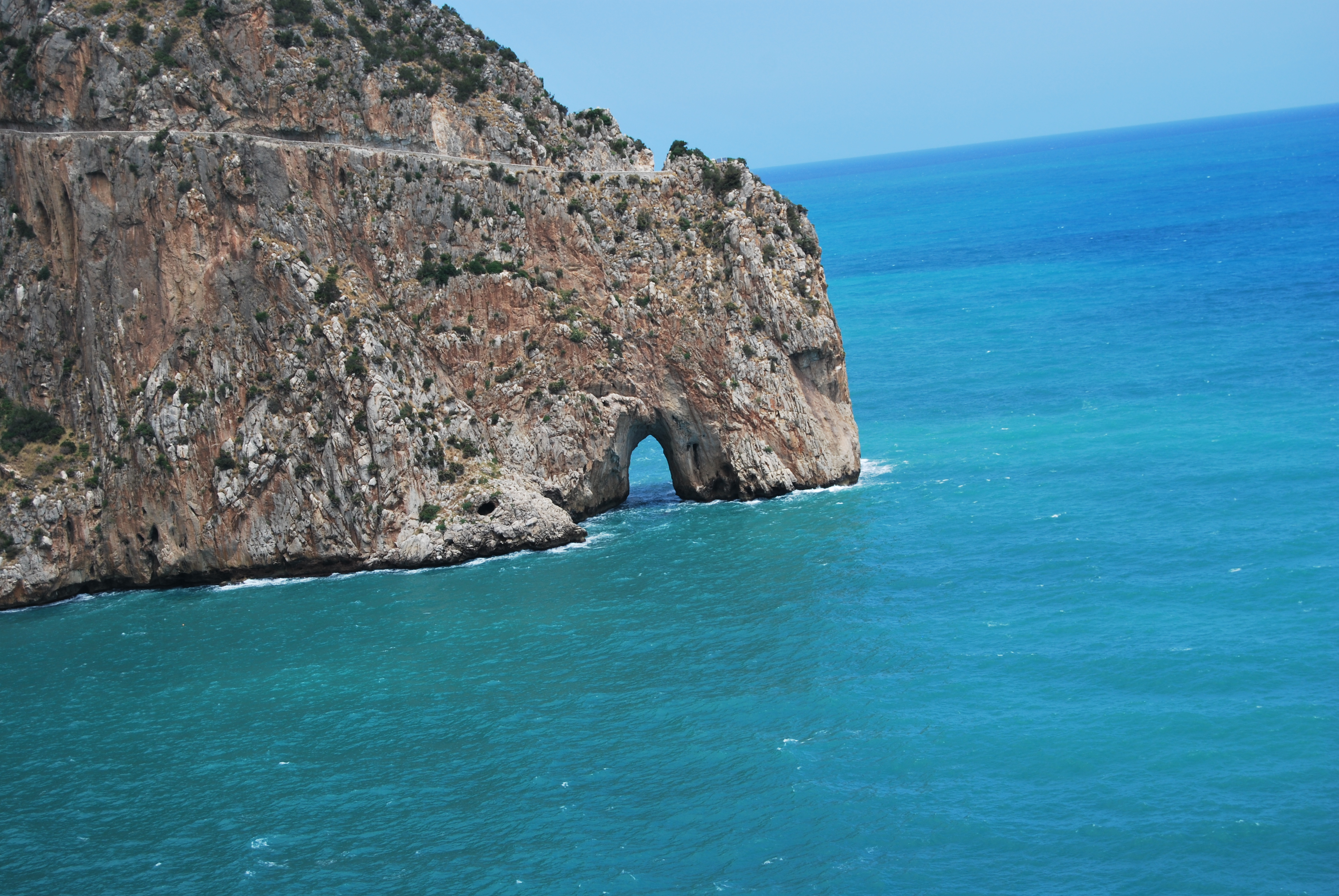
نهاية رأس كربون